# Arquero de Stonehenge
El arquero de Stonehenge es el nombre dado a un hombre de la Edad del Cobre cuyo cuerpo fue descubierto en la zanja exterior de Stonehenge. A diferencia de la mayoría de entierros en la zona de Stonehenge, su cuerpo no fue enterrado en una cámara bajo un pequeño túmulo, sino que fue deliberada y cuidadosamente enterrado en la zanja.
El examen del esqueleto indicó que el hombre era de la zona y tenía unos 30 años cuando murió. La datación por radiocarbono fecha el fallecimiento en torno al 2300 a. C., haciendo su deceso aproximadamente contemporáneo de los del Arquero de Amesbury y los Arqueros de Boscombe, enterrados a cinco kilómetros, en Amesbury.
Es conocido como arquero debido a la muñequera de piedra que portaba y las varias puntas de flechas de sílex enterradas con él. De hecho, varias estaban incrustadas en los huesos del esqueleto, sugiriendo que el hombre pereció a flechazos, en una batalla o en una ejecución.
Su cuerpo fue excavado en 1978 por los arqueólogos Richard Atkinson y John G. Evans, que estaban reexaminando una zanja más antigua en el perímetro de Stonehenge.  Sus restos se exhiben en el Salisbury Museum en Salisbury.